# Agnieszka Judycka
Agnieszka Judycka-Cappuccino (ur. 25 kwietnia 1983 w Suwałkach) – polska aktorka filmowa, teatralna i głosowa oraz piosenkarka.
Ukończyła szkołę muzyczną I stopnia w klasie akordeonu i studia aktorskie w Akademii Teatralnej im. Aleksandra Zelwerowicza w Warszawie (2006). W latach 2006–2012 występowała w zespole Teatru Współczesnego w Warszawie. W latach 2011–2013 była członkinią tria wokalnego Amok. Od 2012 roku jest aktorką w zespole Teatru im. Juliusza Słowackiego w Krakowie.

## Nagrody i wyróżnienia
- 2006 – XXIV Festiwal Szkół Teatralnych w Łodzi – I Nagroda Jury za rolę Róży van der Blaast w „Bezimiennym dziele” oraz za rolę Nelly Mann w „Opowieściach Hollywoodu”
- 2006 – Międzynarodowy Festiwal Szkół Teatralnych „Istropolitana Project 2006” w Bratysławie – Nagroda dla najlepszej aktorki za rolę Róży van der Blaast w „Bezimiennym dziele”

## Filmografia
- 2005: Pensjonat pod Różą – Viola Madej (odc. 78 i 79)
- 2007: Na Wspólnej – Natalia Zarańska
- 2008: Glina – Renata, koleżanka Justyny (odc. 18)
- 2008: Drzazgi – Dorota Jaskulska, dziewczyna Bartka
- 2010–2014: Na dobre i na złe – Nina Rudnicka
- 2010: Duch w dom – nauczycielka Julii (odc. 7)
- 2010: Chichot losu – wychowawczyni Karola (odc. 1 i 2)
- 2011: Układ warszawski – Anna (odc. 6)
- 2012: Komisarz Alex – Pola, była żona Kryspina (odc. 26)
- 2012: Hotel 52 – kandydatka „kostyczna” (odc. 69)
- 2013–2015: Przyjaciółki – Ewelina Grabowska, była żona Łukasza
- 2014: Sama słodycz – Dorota, uczestniczka „randek” (odc. 1)
- 2014: Prawo Agaty – Paulina Górecka
- 2016−2017: Druga szansa – Alina
- 2018−2019: Pułapka – Elżbieta
- 2019–2020: M jak miłość – Nina Malik
- 2021: Komisarz Alex – Sylwia (odc. 196)
- 2022: Bunt! – matka „Hakiera”
- 2022: Tajemnica zawodowa 2 – Maria Jedlińska (odc. 8)
- 2023: Archiwista II – Ewelina Skoczylas (odc. 6)

### Dubbing
- 2001: Przygoda z piratami
- 2003: W ukrytej kamerze
- 2008: Opowieści na dobranoc jako Violet Nottingham
- 2008: WALL·E jako Ewa
- 2008: Cziłała z Beverly Hills
- 2008–2011: Złomka bujdy na resorach jako Dziunia
- 2008: Poruszamy wyobraźnię jako Nina
- 2008: Księżniczka z krainy słoni jako Julia (odc. 10-11)
- 2009: Czarodziejka Lili: Smok i magiczna księga jako Blondine
- 2009: Jonas jako Stella Malone
- 2009: Księżniczka i żaba
- 2009: Góra Czarownic
- 2009: Załoga G jako Marcie
- 2009: Zafalowani jako Emma
- 2009: Big Time Rush jako Mercedes Griffin
- 2010: Powodzenia, Charlie!
- 2010: Pokemon: Best Wishes! jako Doktor Fennel/Asystentka Giovanniego
- 2010: God of War: Duch Sparty jako Matka
- 2010: StarCraft II: Wings of Liberty jako Adiutant
- 2010: Tron: Evolution jako Quorra
- 2010: Jonas w Los Angeles jako Stella Malone
- 2010: Słoneczna Sonny jako Penelope
- 2011: Lemoniada Gada jako Sydney
- 2011: Cziłała z Beverly Hills 2 jako Colleen Mansfield
- 2011: Barbie i sekret wróżek jako Księżniczka Graciella
- 2012: Barbie i podwodna tajemnica 2 jako Georgie/Selena
- 2012: Violetta jako Camila

## Audiobooki
- Potęga opowieści, Jim Holtje (2012)
- Wiedźmin. Ostatnie życzenie, vespula/syrena szinaz (2008)